# Pseudopolybia langi
Pseudopolybia langi är en getingart som beskrevs av Joseph Charles Bequaert 1944.
Pseudopolybia langi ingår i släktet Pseudopolybia och familjen getingar. Inga underarter finns listade i Catalogue of Life.